# Ammelhausen
Ammelhausen ist eine Wüstung auf der Gemarkung von Geislingen im Zollernalbkreis in Baden-Württemberg.

## Geographie
Ammelhausen lag in der nördlichen Gemarkung von Binsdorf.

## Geschichte
Ersterwähnung 1333, 1340 als Amalahusen, der Name besteht noch als Flurname.